# Рауль III де Тосни
Рауль III де Тосни (англ. Raoul III of Tosny; 1079—1126) — англо-нормандский аристократ из рода де Тосни, приближённый короля Англии Генриха I Боклерка.

## Биография
Рауль III был сыном Рауля II де Тосни и унаследовал от отца обширные владения в Нормандии и Англии. В войне между двумя оставшимися в живых сыновьями Вильгельма Завоевателя Рауль III поддержал младшего брата Генриха I Боклерка, короля Англии; тот в благодарность позволил де Тосни жениться на богатой наследнице — дочери англосаксонского графа Вальтеофа.
С 1104 года Рауль помогал Генриху I завоевать Нормандию. Во время восстания баронов Восточной Нормандии (1118—1119 годы) он сохранял нейтралитет. При этом глава мятежников Амори III Монфор (дядя де Тосни) и поддержавший его король Франции Людовик VI рассчитывали, что Рауль к ним присоединится и откроет ворота четырёх замков, включая Тосни и Конш.
В 1123—1124 годах, когда Амори де Монфор начал новое восстание против короля, Рауль III сохранил верность Генриху.
В браке Рауля III и Аделизы Нортумбрийской родились:
- Рауль де Тосни;
- Роже III де Тосни;
- Гуго де Тосни;
- Симон де Тосни;
- Годехильда, жена Робера де Нефбурга[4].